# 香港過渡期研究計劃
香港過渡期研究計劃（英文：Hong Kong Transition Project，簡稱HKTP）是香港浸會大學的一個民意研究組織，於1989年成立，本來是研究1984年中英聯合聲明簽署至1997年香港主權移交期間的「香港過渡期」，主權移交後該組織並未解散，繼續就香港不同社會議題進行民意研究。該組織期望透過提高民意研究方法的經驗，提升香港及中國的管治水平。

## 類似組織
- 香港大學民意研究計劃（香港大學）
- 香港中文大學亞太研究所（香港中文大學）

## 外部連結
- 香港過渡期研究計劃（舊網站） （页面存档备份，存于）
- 香港過渡期研究計劃（新網站）